# Jelonek (powiat przysuski)
Jelonek – wieś w Polsce, położona w województwie mazowieckim, w powiecie przysuskim, w gminie Odrzywół. Leży nad rzeką Drzewiczką, w pobliżu miast: Drzewicy, Przysuchy i Nowego Miasta nad Pilicą.
Wieś Jelonek ma status sołectwa.
Prywatna wieś szlachecka, położona była w drugiej połowie XVI wieku w powiecie radomskim województwa sandomierskiego.
Wierni Kościoła rzymskokatolickiego należą do parafii św. Jadwigi w Odrzywole.

## Historia Jelonka
Osadę Jelonek założyli dwaj bracia Duninowie herbu Łabędź (jeden z nich, Piotr był naczelnym dowódcą wojsk polskich w czasie wojny trzynastoletniej). Ród ten należy do jednych z najstarszych w Polsce. Jeszcze we wczesnym średniowieczu przodkowie Duninów otrzymali liczne posiadłości ziemskie na pograniczu dawnych powiatów opoczyńskiego i radomskiego. Od poszczególnych wsi, które dziedziczyli, powstało wiele rodów szlacheckich. Jednym z nich był ród Sulgostowskich z Sulgostowa. Pierwszymi znanymi przedstawicielami tego rodu byli bracia Paweł i Jan Sulgostowscy herbu Łabędź, założyciele wsi Jelonki, która powstała być może jeszcze w końcu XV wieku.
Pierwsza pisana wzmianka o tej wsi pojawiła się w początkach XVI wieku. W spisie podatkowym z 1508 roku wymienia się wieś o nazwie Jelonek. Według tego źródła właścicielami wsi byli Jan Sulgostowski i Barbara z Boglewskich, wdowa po Pawle Sulgostowskim. Nazwa wsi pochodzi od nazwy zwierzęcia – jelonka.
Kolejna wzmianka pochodzi z 1511 roku, kiedy to przeprowadzono wizytację diecezji gnieźnieńskiej. Wówczas zapisano nazwę wsi jako Ielonek. Krótki opis wsi pozostawił Jan Łaski w dziele Liber Beneficiorum (jako Gyelonek).
W 1569 roku właścicielami wsi były rody Sulgostowskich i Rzuchowskich. Była to wtedy niewielka osada. Jelonek dzielił losy pobliskiego Sulgostowa. Do 1665 roku dobra te należały do Sulgostowskich, a następnie kupił je Tutus Liwiusz Boratini, szlachcic pochodzący z Włoch, architekt i sekretarz królewski. Syn Tytusa Liwiusza Boratiniego, Zygmunt sprzedał dobra sulgostowskie wraz z folwarkiem Jelonek, Janowi Brzuchowskiemu herbu Pomian w 1723 roku. Jan umarł ok. 1730 roku bezpotomnie.
Po Brzuchowskim wieś stała się dziedzictwem możnego rodu Świdzińskich, którzy mieli główną siedzibę w Sulgostowie. W połowie XVIII wieku dziedzicem tych dóbr był Stanisław, a następnie jego syn Ignacy Świdziński. Jelonek w tym czasie nie był samodzielną wsią, lecz folwarkiem w dobrach sulgostowskich.
W 1827 roku w Jelonku naliczono zaledwie 7 chałup i 80 mieszkańców. W 1864 roku wieś włączono do gminy Klwów. Liczba mieszkańców wsi powoli wzrastała, było 15 domów i 120 mieszkańców. 
W latach 1975–1998 miejscowość leżała w województwie radomskim. W 2004 roku wieś przyłączono do gminy Odrzywół.
Obecnie w Jelonku jest 40 domów i 87 mieszkańców, nie licząc wczasowiczów.